# آنوکا (ایندیانا)
آنوکا (به انگلیسی: Anoka) یک منطقهٔ مسکونی در ایالات متحده آمریکا است که در شهرستان کاس، ایندیانا واقع شده است. آنوکا ۲۱۶٫۱۱ متر بالاتر از سطح دریا واقع شده است.